# Pravacana
Le Pravacana est un terme du jaïnisme qui signifie: prêche, ou, sermon. Généralement le prêche est dit par un moine expérimenté; cependant un laïc peut aussi le formuler. Des textes sacrés sont lus après le discours du moine pour étayer ses dires. Kundakunda un théologien célèbre du jaïnisme du IIe siècle a écrit un livre dénommé L'Essence des sermons, ou Pravacana Saara.